# Tityobuthus antsingy
Espèce
Tityobuthus antsingy est une espèce de scorpions de la famille des Ananteridae.

## Distribution
Cette espèce est endémique de la région Boeny à Madagascar. Elle se rencontre dans le parc national du Tsingy de Namoroka.

## Description
La femelle holotype mesure 28,9 mm.

## Systématique et taxinomie
Cette espèce a été décrite par Lourenço et Goodman en 2004.

## Publication originale
- Lourenço & Goodman, 2004 : « A new species of Tityobuthus (Pocock) from Namoroka in the Province of Mahajanga, Madagascar (Scorpiones, Buthidae). » Revista Ibérica Aracnología, no 9, p. 19-22 (texte intégral).